# Struhařov (district de Prague-Est)
Pour les articles homonymes, voir Struhařov.
Struhařov (en allemand : Struharschow) est une commune du district de Prague-Est, dans la région de Bohême-Centrale, en République tchèque. Sa population s'élevait à 884 habitants en 2020.

## Géographie
Struhařov se trouve à 8 km au sud-est de Říčany et à 26 km à l'est-sud-est du centre de Prague.
La commune est limitée par Klokočná à l'ouest, par Svojetice, Louňovice et Vyžlovka au nord, par Černé Voděrady à l'est, par Zvánovice, Ondřejov et Mnichovice au sud.

## Histoire
La première mention écrite de la localité date de 1307.

## Transports
Par la route, Struhařov se trouve à 12 km de Říčany et à 35 km de Prague.